# Thoux
Thoux é uma comuna francesa na região administrativa de Occitânia, no departamento de Gers. Estende-se por uma área de 6,12 km². Em 2010 a comuna tinha 263 habitantes (densidade: 43 hab./km²).